# Harry Moorman
Hendricus Cornelis Willem (Harry) Moorman (Roermond, 30 juli 1899 - Den Haag, 5 mei 1971) was een Nederlands politicus.
Moorman was een katholieke marineofficier die onder meer actief was in Nederlands-Indië. Hij werd in 1949 staatssecretaris voor Marine, hetgeen hij tot 1959 bleef. Hij was ook korte tijd als staatssecretaris van Oorlog belast met personeelszaken. Na zijn staatssecretariaat werd hij Tweede Kamerlid. In die functie hield hij zich vooral bezig met Koninkrijkszaken. Moorman behoorde tot de rechtervleugel van de KVP-fractie en stemde tegen de goedkeuring van het verdrag over Nieuw-Guinea.
- Biografisch Portaal: 12758709
- Nederlandse Thesaurus van Auteursnamen: 241601177
- Parlement.com: vg09ll3he001
- Virtual International Authority File: 286790928
- WorldCat: E39PBJfWXX4FqYDMVHf84mK68C